# Anthias nicholsi
Anthias nicholsi är en fiskart som beskrevs av Firth, 1933. Anthias nicholsi ingår i släktet Anthias och familjen havsabborrfiskar. Inga underarter finns listade i Catalogue of Life.